# Silurus asotus
Silurus asotus är en fiskart som beskrevs av Carl von Linné 1758. Silurus asotus ingår i släktet Silurus och familjen malfiskar. IUCN kategoriserar arten globalt som livskraftig. Inga underarter finns listade i Catalogue of Life.